# Reno Pignoletto frizzante
Il Reno Pignoletto frizzante è un vino DOC la cui produzione è consentita nelle province di Bologna e Modena.

## Caratteristiche organolettiche
- colore: giallo paglierino scarico con riflessi verdognoli
- odore: delicato, caratteristico
- sapore: secco o abboccato o amabile o dolce, armonico, fine

## Produzione
Provincia, stagione, volume in ettolitri
- nessun dato disponibile